# František Doucha
Páter František Doucha (31. srpna 1810, Praha-Malá Strana – 3. listopadu 1884, Praha) byl český katolický kněz, spisovatel, překladatel a bibliograf. Spolu s Karlem Aloisem Vinařickým bývá označován za zakladatele české literatury pro děti.

## Život

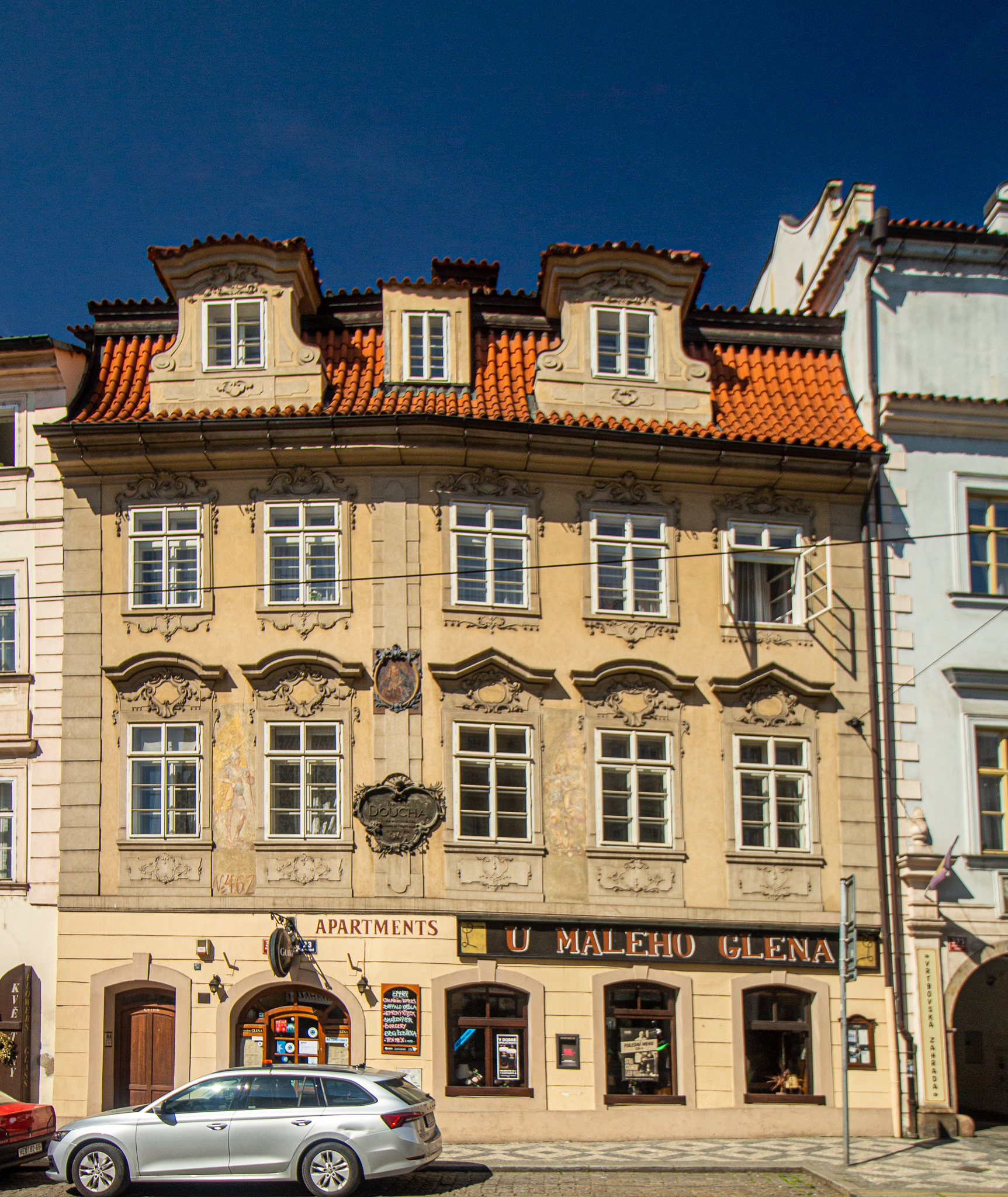
Dům U Dvou fendrychů (U dvou praporečníků) na Malé Straně, rodný dům Františka Douchy (Karmelitská 374/23).

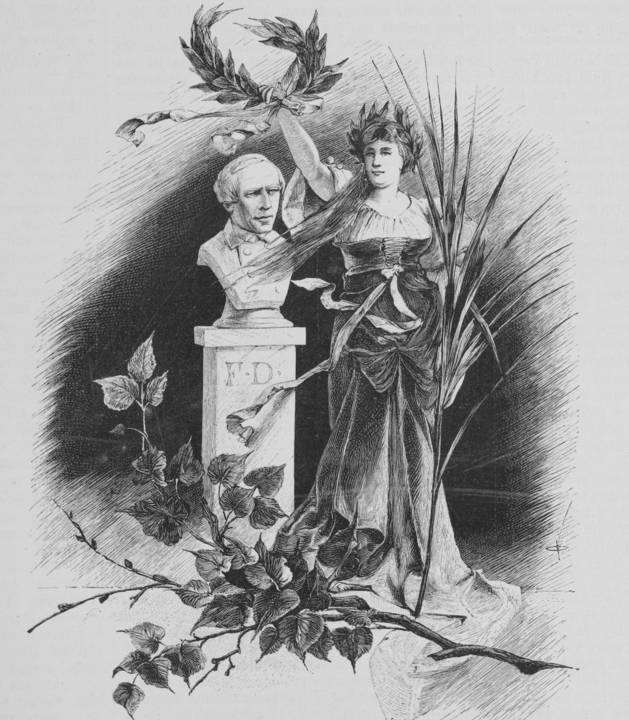
Viktor Oliva: Památce Františka Douchy

Překládal ze 14 jazyků (knižně mj. výbor z Božské komedie a devět Shakespearových dramat), ale jeho překlady, dříve vysoko hodnoceny, byly dnes většinou nahrazeny překlady zdařilejšími. Jeho význam je časový a tkví především ve tvorbě pro děti (vydal přes 80 děl pro mládež), která měla především výchovnou (didaktickou, katechetickou) funkci.
Z dnešního pohledu se jeho převážně mravokárné verše pro děti jeví jako vyhraněně didakticky schematizované. Podle některých názorů byla mravokárná schematičnost poezie 19. století v jeho tvorbě přivedena k dokonalosti, podle jiných nejsou jeho verše tak schematické ani ve formě, ani v obsahu jako díla jeho předchůdců, mj. proto, že bere v potaz i psychologii dítěte.
Dále sbíral lidové písně, podílel se na Jungmannově, Šumavského a Kottově slovníku, byl uznávaným znalcem lužické srbštiny a lužickosrbské literatury.
František Doucha zemřel v Praze dne 3. listopadu 1884 a byl pochován na Vyšehradském hřbitově.

## Dílo

### Poezie
- Kniha dítek (1851)
- Poupátka (1855)
- Mlsálek (1856)
- Bludičky, kniha k napomínání dítek (1858)
- Polní kytička (1861)
- Zpěvomil, to jest písně nejvíce školní a některé jiného druhu, s nápěvy od rozličných skladatelův (1876)
- Květný sádek (1881)

### Překlady
- Dante Alighieri: Božská komedie
- Washington Irving: Život a plavby Krištofa Kolumba, Praha : Synové Bohumila Haase, 1859

### Bibliografické práce
- Knihopisný slovník československý za léta 1774–1864